# マニウス・クリウス・デンタトゥス
マニウス・クリウス・デンタトゥス（ラテン語: Manius Curius Dentatus、紀元前330年 - 紀元前270年）は、共和政ローマ時代に三度執政官に就任し、サムニウム戦争を終結させたプレブス出身の英雄である。大プリニウスによると、マニウスの子として産まれた時すでに歯が生えていたため、デンタトゥス(歯のある)という渾名を付けられた。

## 略歴
デンタトゥスは紀元前298年から291年の間、幾度か護民官を務めた。護民官として、インテルレクスであったアッピウス・クラウディウス・カエクスによる執政官選挙からの平民候補締め出しに対し、元老院に民会を許可するように働きかけるなどして抵抗した。
この行動はデンタトゥス自身を候補者へと押し上げたが、アッピウスは平民出身の執政官と並立する事に強硬に抵抗し、選出されたのはアッピウスが三度インテルレクスを務めた後であった。
紀元前290年、執政官に選出されると、第3次サムニウム戦争を終結させ、サビニ人の反乱を鎮圧、二度の凱旋式と、ルカニア人に勝利して小凱旋式を挙行した。凱旋後は国家事業であるウェリヌス湖の排水事業に加わった。
紀元前283年、デンタトゥスは北イタリアに住むガリア人とのアレティウムの戦いにおいて戦死した ルキウス・カエキリウス・メテッルス・デンテル の後任としてプラエトルに就任した。ポリュビオスによれば、デンタトゥスはまず捕虜返還を要求したが、ガリア人は使者を殺してそれに応えたため、怒ったローマ軍によってガリア人セノネス族はそのテリトリーから駆逐され、アドリア海に面した地にセノネスの名を冠した植民地セナ・ガリカが設立されたという。ベロッホは、これらのデンタトゥスの大征服によって、ローマ領は約7500平方kmから約13500平方kmまで拡張したと試算している。

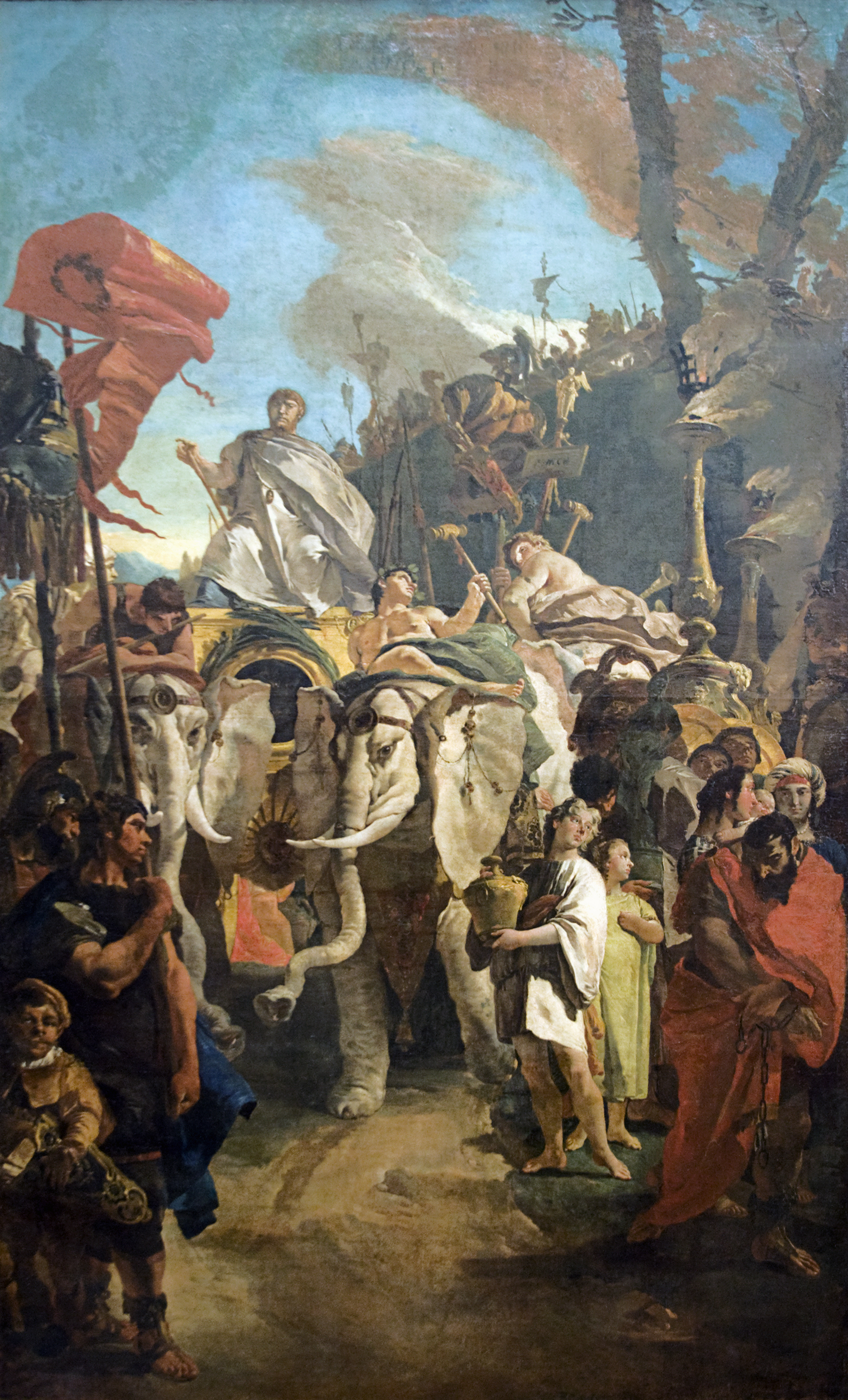
ジョヴァンニ・バッティスタ・ティエポロ, デンタトゥスの凱旋式 (1727-1729年)

二度目の執政官を務めた紀元前275年には、エピロス王ピュロスと戦うために、徴募に応じない兵士の財産を売り払うなど厳しい対応を取り、ベネウェントゥムの戦いにおいて引き分けに持ち込み、ピュロスをイタリア半島から撤退させた。その結果凱旋式を挙行し、翌年も続けて執政官を務めた。凱旋式ではタレントゥムからの略奪品と共に象が行列に並び、これまでに無い壮麗さであったという。
紀元前272年にはケンソルを務め、同僚の死後も辞任せず古代ローマで2番目に古い旧アニオ水道建設を引き継いだ。紀元前270年には引き続き水道二人官の一人として建設を担当し、その費用には彼がこれまでに獲得してきた戦利品が充てられたという。この建設中にデンタトゥスは死去し、その後任者 マルクス・フルウィウス・フラックスの監督の元、水道は完成された。

## 逸話
クリウスのようなフリをしてバッコス信者のような生き方をしてる奴らが、

人の道について大きな顔をして語っていると、

私はこの街から遙か遠くの彼方へ逃げ出したくなる。

ユウェナリス『風刺詩集』2.1-3

デンタトゥスは質素で清廉な人物と考えられている。ある時ガイウス・ファブリキウス・ルスキヌスがピュロス王の下へ使節として赴いた時、王の助言者たるテッサリアのキネアスから、アテナイでは快楽を判断基準とするエピクロス主義者が哲学者として存在していると聞き大いに驚いた。その話をファブリキウスから聞いたデンタトゥスとティベリウス・コルンカニウスは、ピュロスとサムニウム人がエピクロス主義に染まれば簡単に征服できるのに、といつも語り合っていた。彼らは勝利のために自らを生贄に捧げたデキウス・ムスと友人同士であり、快楽よりも追求すべき素晴らしいものがあると信じていたという。
また、晩年は農業をして質素に暮らしていたといい、ある時サムニウム人の大使が高価な賄賂を持って彼の元を訪れると、炉端で蕪を焼いているところだった。彼は賄賂を拒み、こう言ったという「私はこれを食べながら金を持つ連中に指図する方が性に合っている」。この話が真実か定かではない (ことによると大カトの創作かもしれない) が 、多数の画家たちに題材とされている。
他にも、サムニウム人が驚く程貧乏なのに賄賂を断ると、「私は金持ちになるよりも、金持ちの上に立つ方を望む。戦いに負けることも、金に転ぶこともない。そう覚えておいてくれ」と言い、ピュロスからの戦利品には一切手を付けず、元老院が土地を多く割り当てようとしたことも拒否して、他の市民と同じだけ受け取ったという逸話が伝わっている。くじ引きで決まったポッリア区の若者が徴兵に応じなかったため、その財産を没収しようとしたところ、若者は護民官に助けを求めた。しかし「命令に従わないものはこの国にはいらない」と言って、財産と彼の身柄も売り払ったという話も残っている。
また、デルフト工科大学技術管理学科の学生協会クリウスは、彼の名から付けられた。

## デンタトゥスが描かれた美術作品

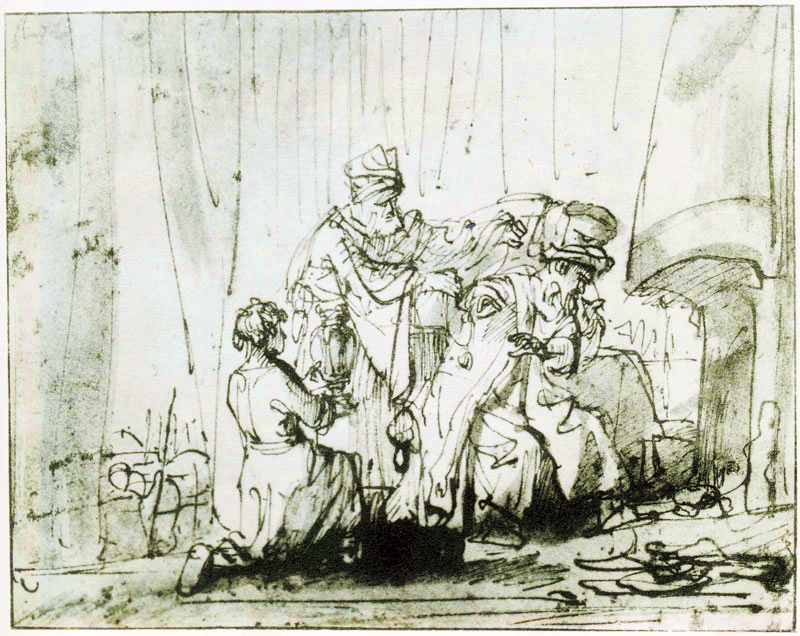
レンブラント サムニウム人からの賄賂を拒むデンタトゥス (1633-1634年)
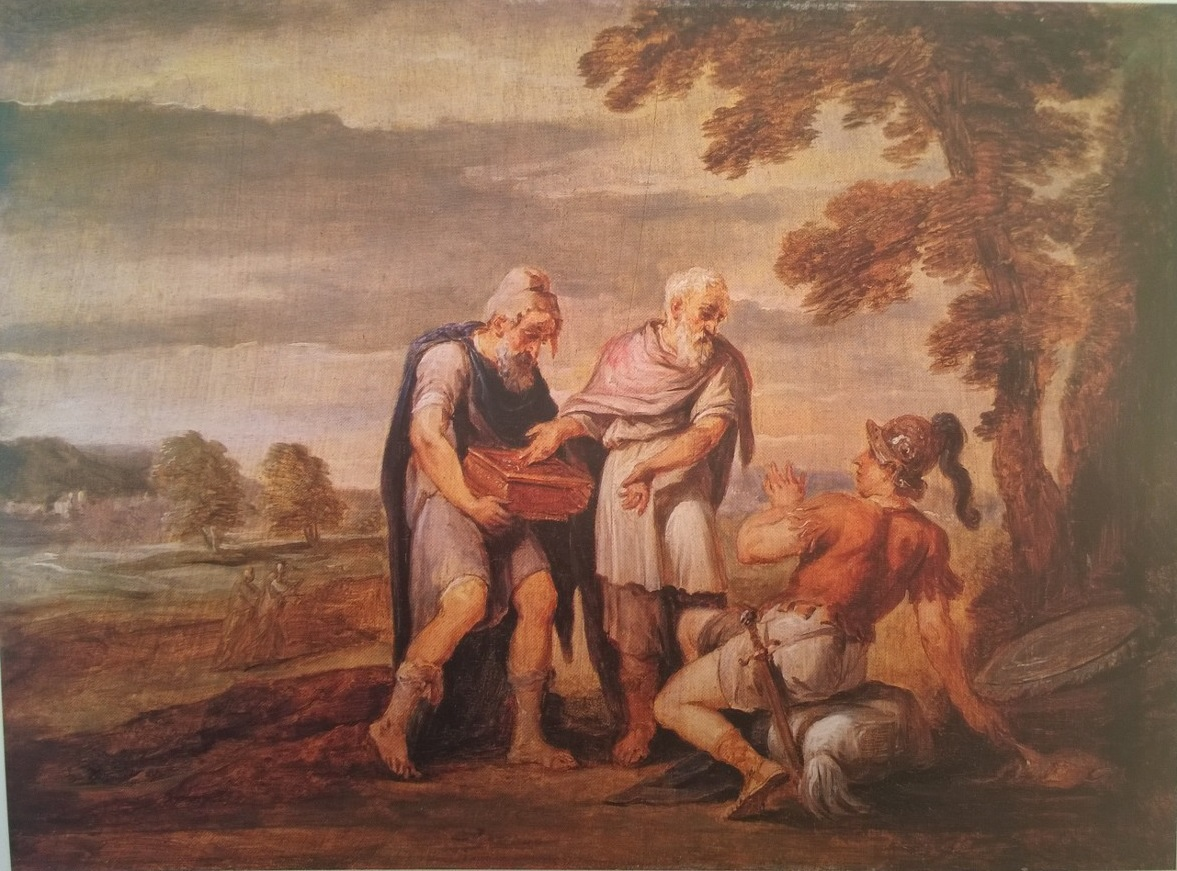
ダフィット・テニールス マニウス・クリウス・デンタトゥス (1651－1653年)
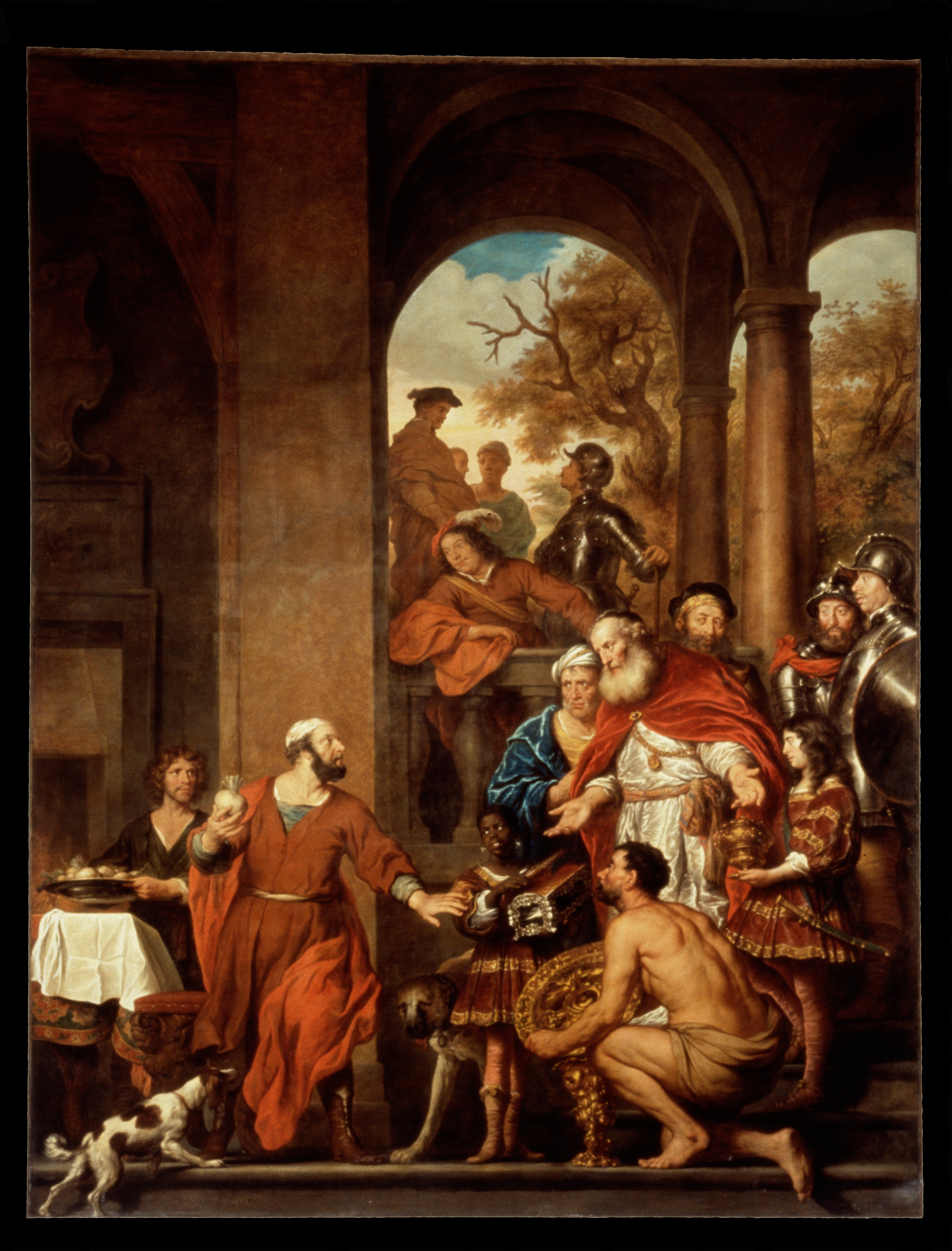
ホーファールト・フリンク サムニウム人からの賄賂を拒むデンタトゥス (1656年)
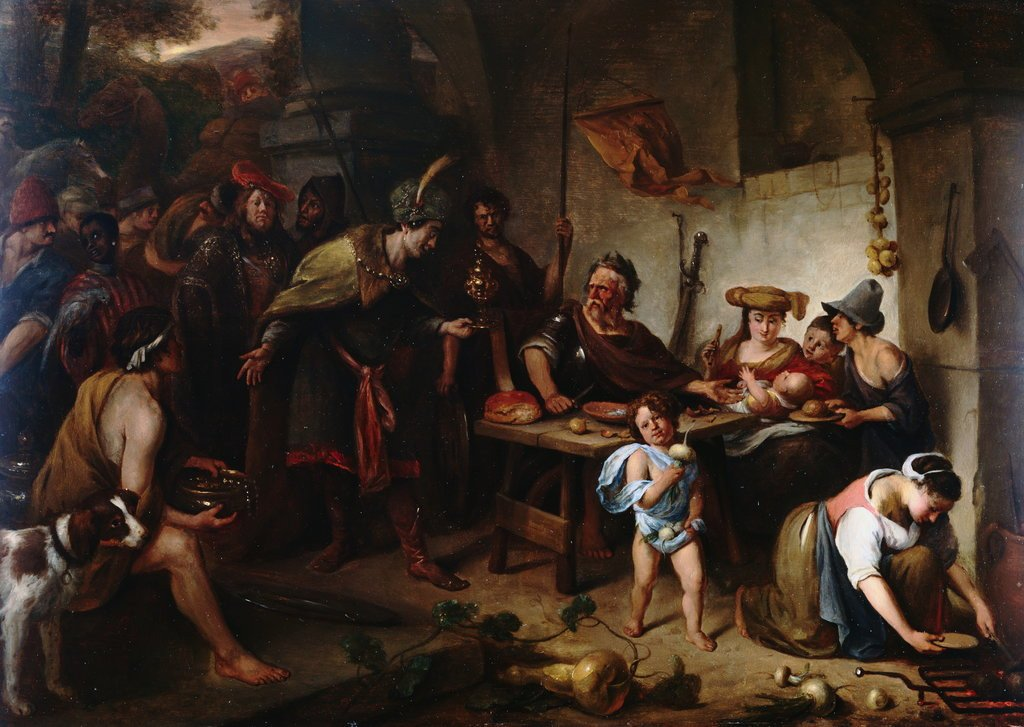
ヤン・ステーン, デンタトゥスとサムニウム人の使者
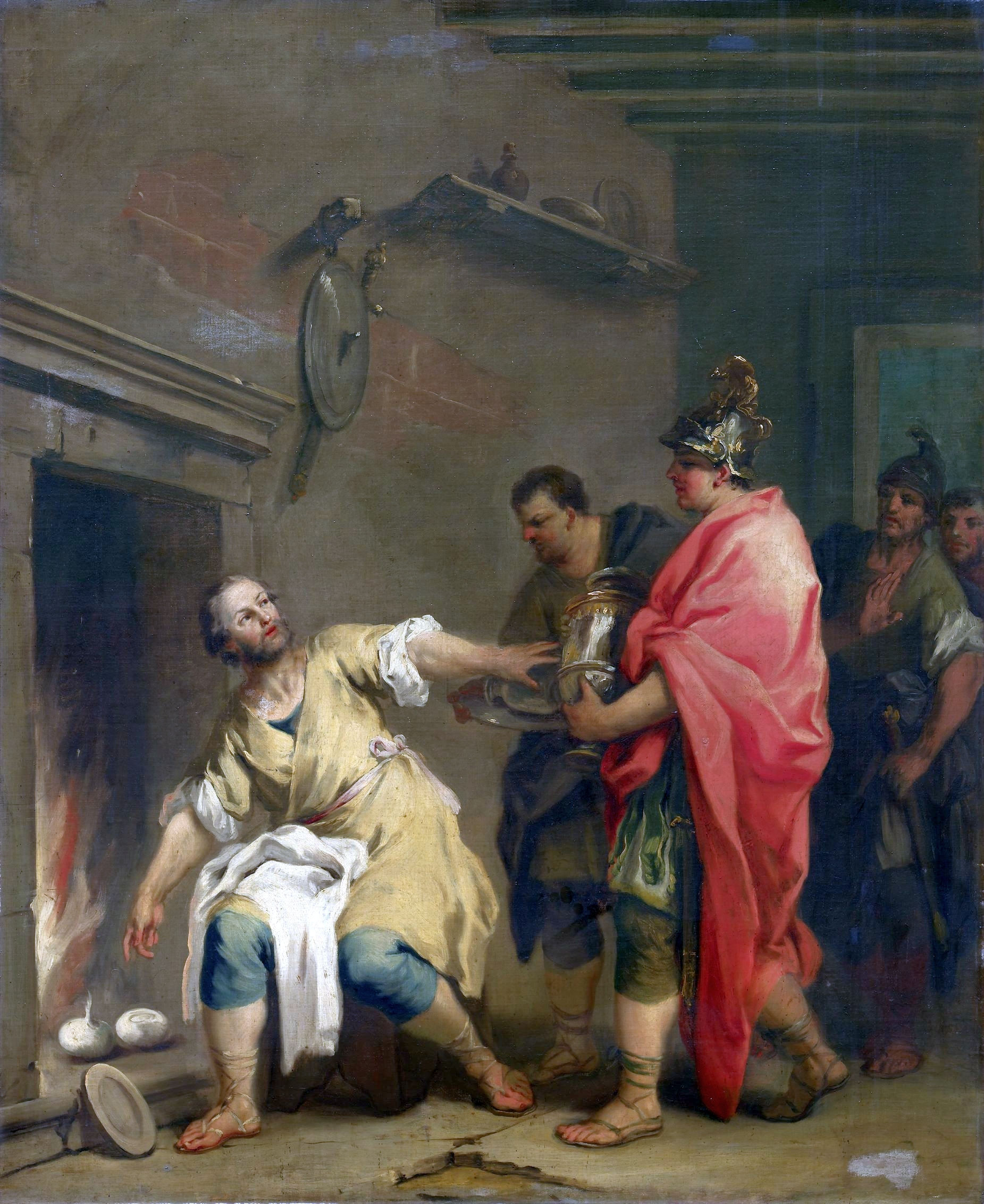
ヤコポ・アミゴーニ デンタトゥスと蕪 (1736-1739年)
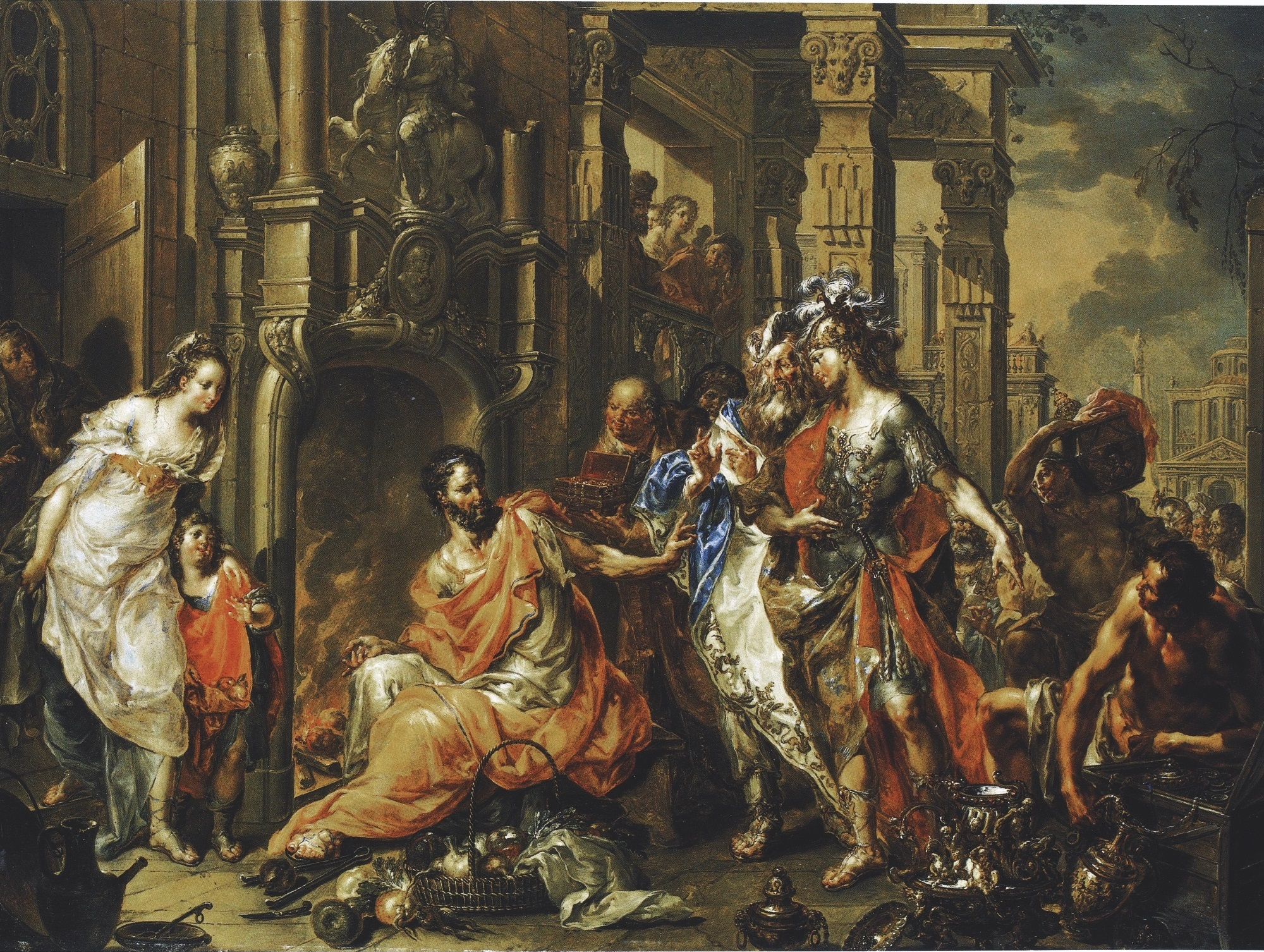
ヨハン・ゲオルク・プラッツァー, デンタトゥスとサムニウム人の使者
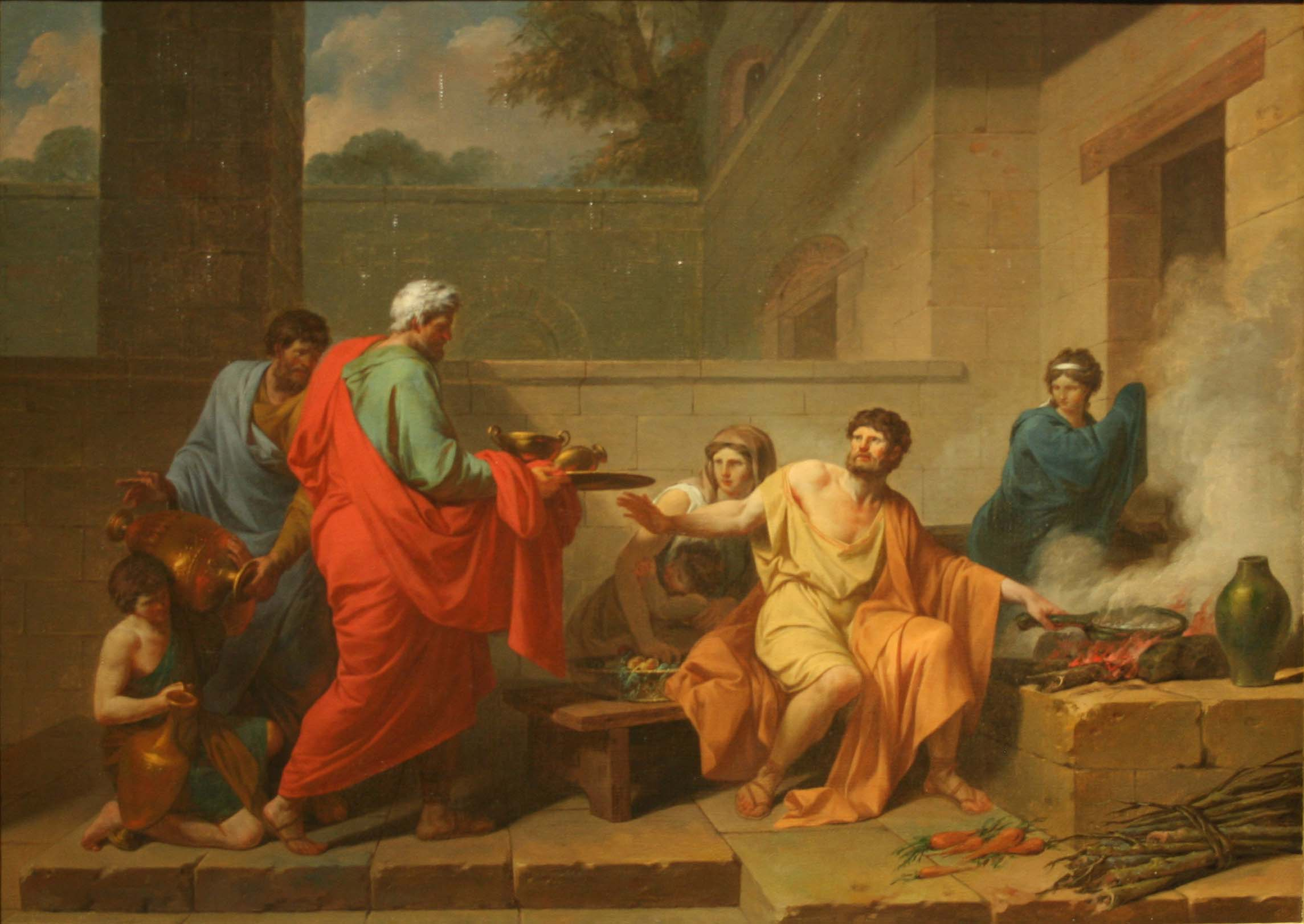
ジャン＝フランソワ＝ピエール・ペイロン, サムニウム人からの賄賂を拒むデンタトゥス (1787年)
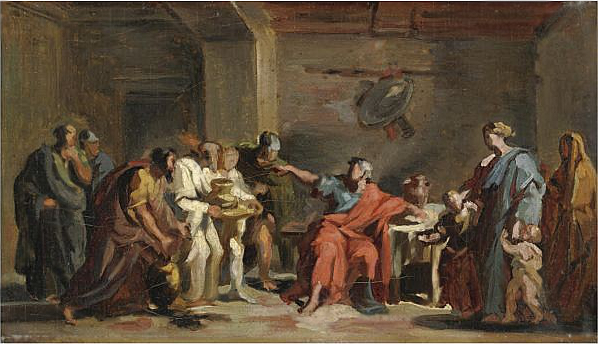
ヴィンチェンツォ・カムッチーニ, サムニウム人からの賄賂を拒むデンタトゥス

他にも、
フェデーレ・フィスケッティ、
Jean Guillaume Moitte (1795–1796年)、
作者不明 (1664年)
など